# PC City
PC City és una cadena de botigues d'origen britànic que a més opera a Portugal, Itàlia i Suècia. Està especialitzada en productes informàtics, càmeres fotogràfiques i de vídeo, etc.
Pertany al grup britànic Dixons, amb presència en diversos països d'Europa sota el nom de PC World.

## Sistema de negoci
PC City es caracteritza per no funcionar com a franquícia, ja que totes les tendes depenen d'una central.
Dins de PC City existeix una secció especial dita PC City Empreses està orientada a les pymes.
La cadena compta a més amb dos webs de venda en línia: un per al mercat de consum, i un enfocat en empreses.